# Neogeographie
Neogeographie („neue Geographie“) bezeichnet häufig die Nutzung von geographischen Techniken und Werkzeugen zu persönlichen oder gemeinschaftlichen Zwecken durch Nutzergruppen, die keine Experten sind. Der Anwendungsbereich ist dabei häufig weniger formal oder analytisch.

## Geschichte
Die Bezeichnung Neogeographie wird seit 1922 genutzt. In den frühen 1950ern der USA stand er für die sozialen Aspekte von Produktion und Arbeit. Der französische Philosoph François Dagognet erwähnte es im Titel des 1973 von ihm erschienenen Buches Une Epistemologie de l’espace concret: Neo-geographie. Das Wort wurde dabei zunächst in dem Studium von Online-Communities in den 1990ern von Kenneth Dowling genutzt, dem Bibliothekar der Stadt San Francisco.
Vorherige Begriffe in der (englischsprachigen) Fachpresse waren „the geospatial Web“ sowie „the geoaware Web“ (beide 2005); „Where 2.0“ (2005); „a dissident cartographic aesthetic“ and „mapping and counter-mapping“ (2006).
Der Begriff ging einher mit dem Konzept des Web 2.0, sowie der zunehmenden Verfügbarkeit von Karten und räumlichen Techniken, die sich in Form von slippy maps wie Google Maps, Google Earth, und ebenso mit den gesunkenen Kosten von mobilen Geräten zur schnellen Ortung wiederfanden, wie etwa GPS-Empfängern. Anschließend folgte eine zunehmende Integration dieser Technik in Anwendungen, die zuvor keinen Raumbezug aufwiesen.
Die erste zeitgenössische Definition erfolgte durch Randall Szott 2006. Er plädierte für eine breite Basis, die auch Künstler, Verhaltensforscher und viele mehr einband. Die techniklastigen Aspekte des Themas wurden später durch Andrew Turner in Introduction to Neogeography (O’Reilly, 2006) viel enger gefasst. Das heutige Verständnis des Begriffes basiert vielfach auf der Nutzung in Lokativen Medien, die durch die Erweiterung von Location Based Services die Möglichkeiten des persönlichen Ausdrucks und Mehrwert für die Gesellschaft ermöglichten.
Geoinformationssysteme hatten Werkzeuge und Techniken für Fachanwendungen entwickelt, die Präzision und Genauigkeit erfordern. Im Kontrast dazu versucht Neogeographie gerade sehr leicht zugängliche Anwendungen hervorzubringen. Diese beiden Ansätze können sich jedoch überlappen, stellen sie doch ein und dasselbe Problem für verschiedene Nutzergruppen da: Experten und Amateure.

## Diskussion über die Definition
Derzeit (Stand 2011) gibt es größere Debatten über den Umfang und die Anwendung der Neogeographie innerhalb des Web Mappings, der Geographie und des GIS-Feldes. Einige dieser Diskussionen bezeichnen dabei Neogeographie lediglich als einfacheren Zugang zu geographischen Werkzeugen, während andere eher die Anwendungsfelder herausstellen.
Neogeographie ist nicht nur auf eine Technologie bezogen und sollte nicht synonym mit Web Mapping verstanden werden, auch wenn dies teilweise in der Literatur anzutreffen ist.
Eine Vielzahl der Wissenschaftler der Kartographie und Geographie (wie Mike Goodchild) hegt eine gewisse Abneigung gegen den Begriff „Neogeographie“. Sie argumentieren, dass die Geographie eine solide wissenschaftliche Disziplin sei; demgegenüber seien Mashups und Tags in Google Earth keine wissenschaftliche Arbeit, sondern eher volunteered geographic information.
Ebenso gibt es eine große Anzahl von Designern und Quereinsteigern, die sich in dieser neuen Form der Kartenerstellung und ortsbezogenen Kunst betätigen. Es umfasst demnach also mehr als nur Web Mapping.

## Komponenten
Es lassen sich wesentliche Einflussfaktoren finden, die es ermöglichen, dass auch mit simplen Instrumenten sich räumliche Daten durch wenig spezialisierte Leute erfassen lassen.

### Global Positioning System
Durch das Global Positioning System (GPS) ist es seit Mitte der neunziger Jahre sehr einfach geworden, preiswert und mit wenigen Handgriffen die eigene Position zu bestimmen. Dabei wird aufgrund von zusätzlichen Kosten aber häufig auf eine zusätzliche Verbesserung der Genauigkeit mittels Referenzsignalen verzichtet (differentielles GPS), wie es in der professionellen Vermessung aber üblich ist.

### Standardisierung
Kollaborative Erhebung von Geodaten erfordert außerdem einheitliche Plattformen, damit die Daten zusammengeführt werden können. Maßgebend für die gesamte Geo-Branche war dabei die durch das Open Geospatial Consortium definierten Standards, wie etwa Client-Server Protokolle (z. B. Web Map Service (WMS)) oder Dateiformaten (z. B. GML, GeoJSON, …), die ein einheitliches Verständnis zum Aufbau und den Attributierung der Informationen (Metadaten) ermöglichen. Gerade für die Ausrichtung auf Web und nutzerspezifischen Inhalten, wird deshalb oft außerdem Freie GIS Software genutzt.

### Nutzergenerierte Geodaten
Neogeographie wurde ebenfalls mit einer Zunahme der nutzergenerierten geographischen Inhalte in Zusammenhang gebracht, mit starkem Bezug auf die volunteered geographic information. Dies können aktiv erhobene Daten sein, wie OpenStreetMap, oder passiv gesammelte Datensammlungen, etwa von Flickr getaggte Fotos.

### Flexiblere Geoinformationssystem-Lösungen
Traditionell wurden Geoinformationssysteme für die Nutzung auf Desktop-Systemen konzipiert. Dies resultierte aus der klassischen Trennung zwischen Begehung im Feld und der späteren Eintragungen der Messungen am PC. Durch die Einbindung von fachfremden Personal wird dieser Prozess teilweise aufgeweicht. Unter dem Ziel der effektiven Zeitnutzung und exakten Beschreibung der Objekte, wird hier mittels mobilen GIS bzw. WebGIS Portalen gearbeitet. Diese weisen in aller Regel einen eingeschränkteren Funktionsumfang auf, der jedoch für das Neueintragen und die Bestandspflege ausreicht.